# Park Hee-von
Park Hee-von (nacida como Park Jae-young; hangul: 박재영; Seúl, 11 de mayo de 1983), también conocida simplemente como Jaeyoung, es una cantante y actriz surcoreana, conocida por haber sido miembro del grupo femenino surcoreano M.I.L.K..

## Carrera
Debutó durante el año 2001 como miembro del grupo femenino surcoreano Milk de la agencia S.M. Entertainment.
Milk (cuyo significado era "Made in Lovely Kin") publicó un álbum titulado With Freshness, sin embargo, el grupo se disolvió dos años más tarde. Fue entonces cuando empezó también su carrera como actriz, y comenzó a utilizar el nombre artístico Park Hee-von.
Se volvió más conocida por ser protagonista de películas independientes y series de televisión.

## Vida personal
Se casó con el director Yoon Se-yeong en una boda privada en la de la Catedral de Myeongdong, Seúl el 6 de junio de 2016.

## Filmografía

### Cine
| Año  | Título                            | Rol                           | Notas                             | Ref.        |
| ---- | --------------------------------- | ----------------------------- | --------------------------------- | ----------- |
| 2006 | Portfolio                         |                               | Cortometraje                      |             |
| 2006 | Vacation                          | Young-shim                    | Episodio 2                        |             |
| 2010 | Read My Lips                      | Gu Hee-bon                    |                                   |             |
| 2010 | Pitpat Wing Chun                  | Hee-bon                       | Cortometraje                      |             |
| 2010 | Grand Prix                        | Lee Da-som                    |                                   |             |
| 2011 | The Last Blossom                  | esposa del amante de Yeon-soo |                                   |             |
| 2011 | Dr. Jump                          | Jae-young                     | También acreditada como Guionista | [ 4 ]       |
| 2011 | The King of Pigs                  | Hwang Kyung-min (joven, voz)  | Película animada                  | [ 5 ] [ 6 ] |
| 2012 | All About My Wife                 | mujer policía en la comisaría | Cameo                             |             |
| 2012 | Circle of Crime                   | Jung Yoo-mi                   |                                   |             |
| 2012 | Modern Family                     | Doctora Kim                   |                                   |             |
| 2013 | Jury                              | intérprete simultáneo         | Cortometraje                      | [ 7 ]       |
| 2013 | Have a Cup of Tea, or See a Film! |                               | Cortometraje                      | [ 8 ]       |
| 2013 | Incomplete Life: Prequel          | Son Hyo-jin                   |                                   |             |
| 2013 | Let Me Out                        | Ah-young                      |                                   | [ 9 ]       |
| 2013 | The Fake                          | Kim Young-sun (voz)           | Película animada                  | [ 10 ]      |
| 2015 | Alive                             | Hyun-kyung                    |                                   |             |
| 2016 | Like for Likes                    | madre de Ee-joo               |                                   |             |
| 2016 | Will You Be There?                | Young Hye-won                 | Cameo                             |             |
| 2017 | One Day                           | Park Ho-jung                  |                                   |             |
| 2023 | Project Silence                   | Mi-ran                        |                                   | [ 11 ]      |
| 2024 | Wonderland                        | Stella                        |                                   |             |

### Series de televisión
| Año  | Título                                          | Rol                                         | Red          |
| ---- | ----------------------------------------------- | ------------------------------------------- | ------------ |
| 2005 | Rainbow Romance                                 | Park Hee-bon                                | MBC          |
| 2006 | Banjun Drama "Dangerous Love"                   | Hee-bon                                     | SBS          |
| 2006 | Banjun Drama "Unforgettable Love"               |                                             | SBS          |
| 2006 | Billie Jean, Look at Me                         | Yoo Bang-hee                                | MBC Dramanet |
| 2007 | Drama City "Einstein Found Love"                | Chae Na-ri                                  | KBS2         |
| 2012 | Read My Lips                                    | Gu Hee-bon                                  | MBC Every 1  |
| 2012 | God's Quiz - Season 3                           | Lee Ran                                     | OCN          |
| 2012 | Family                                          | Yeol Hee-bong                               | KBS2         |
| 2013 | Master's Sun                                    | Tae Gong-ri                                 | SBS          |
| 2014 | Drama Special "The Reason I'm Getting Married"  | Kim Ji-won                                  | KBS2         |
| 2014 | Doctor Stranger                                 | Dra. Song Jae-hee (cameo)                   | SBS          |
| 2014 | High School King of Savvy                       | (cameo)                                     | tvN          |
| 2014 | Fated to Love You                               | Jeon Ji-yeon                                | MBC          |
| 2015 | The Producers                                   | Baek Jae-hee                                | KBS2         |
| 2015 | Bubble Gum                                      | Hong Yi-seul                                | tvN          |
| 2016 | Guardian: The Lonely and Great God              | Ji Yeon-hee (cameo)                         | tvN          |
| 2017 | Super Family                                    | Ahn Jeong-min                               | SBS          |
| 2017 | The Bride of Habaek                             | Hyung-sik, prometida de Yoo Sang-yu (cameo) | tvN          |
| 2017 | Argon                                           | Yook Hye-ri                                 | tvN          |
| 2017 | Rain or Shine                                   | Wan-jin                                     | JTBC         |
| 2017 | Drama Stage – Today I Grab the Tambourine Again | Oh Moon-sook                                | tvN          |
| 2017 | Just Between Lovers                             | Kim Wan-jin                                 | JTBC         |
| 2018 | Familiar Wife                                   | Cha Joo-eun                                 | tvN          |
| 2019 | Secret Boutique                                 | Wi Ye-nam                                   | SBS          |
| 2020 | My Unfamiliar Family                            | Ri-ra                                       | tvN          |
| 2021 | Happiness                                       | Na Hyun-kyung                               | tvN          |

### Series Web
| Año  | Título              | Papel                        | Sitio web     | Notas                       |
| ---- | ------------------- | ---------------------------- | ------------- | --------------------------- |
| 2013 | The Cravings        | Jegal Jae-young              | Naver TV Cast | relanzada como una película |
| 2014 | Flirty Boy and Girl | Mujer #5, mejor amiga        | Daum          |                             |
| 2014 | Love Cells          | novia del hermano del vecino | Naver TV Cast |                             |

### Vídeos musicales
| Año  | Título de la canción  | Artista        |
| ---- | --------------------- | -------------- |
| 2000 | "Day by Day (ver. 2)" | Fly to the Sky |

### Variedad/radio show
| Año       | Título                                      | Red          | Notas        |
| --------- | ------------------------------------------- | ------------ | ------------ |
| 2003      | Oh! Happy Day                               | MBC          | presentadora |
| 2005-2006 | Hello Chat                                  | Mnet         | presentadora |
| 2005-2006 | Young Street con Kim Heechul y Park Hee-von | SBS Power FM | DJ           |
| 2006-2007 | Show Power Video                            | KBS2         | presentadora |
| 2007      | Fun TV Heaven                               | SBS          |              |
| 2011      | Style Battle Royal TOP CEO - Season 3       | FashionN     |              |
| 2015      | Let's Eat with Friends                      | tvN          | elenco       |

## Teatro
| Año  | Título                   | Papel           |
| ---- | ------------------------ | --------------- |
| 2004 | En la Ardiente Oscuridad | Doña Pepita     |
| 2005 | Un Tranvía Llamado Deseo | Stella Kowalski |

## Discografía
| Información del álbum | Lista de pistas                                                                                                |
| --- | --- |
| Veinte Dos(스물둘) - Solo - Artista: Park Hee-von - Lanzamiento: 29 de noviembre de 2010 - Etiqueta: Sonic Piedra, SK Comms                                                                                                | Track listing 1. 스물둘 (Twenty Two) 2. 스물둘 (Twenty Two) (Piano Ver.) 3. 스물둘 (Twenty Two) (Instrumental) |
| Usted Y Yo Juntos - Pista de Family OST - Artista: Shim Ji-ho y Park Hee-von ("Bolsa de Pareja") - Lanzamiento: 29 de enero de 2013 - Etiqueta: LOEN Entertainment                                                         | Track listing 1. You & I Together 2. You & I Together (Instrumental)                                           |
| Sus Botas de Lluvia (그녀의 레인부츠) - Pista de Coqueta Niño y Niña OST - Artista: Park Hee-von, Yoon Jin-wook y Park Jong-hwan - Lanzamiento: 16 de septiembre de 2014 - Etiqueta: Doremi Entretenimiento, sixteen media | Track listing 1. 그녀의 레인부츠 (Her Rain Boots) 2. 그녀의 레인부츠 (Her Rain Boots) (Instrumental)           |